# Lophiiformes

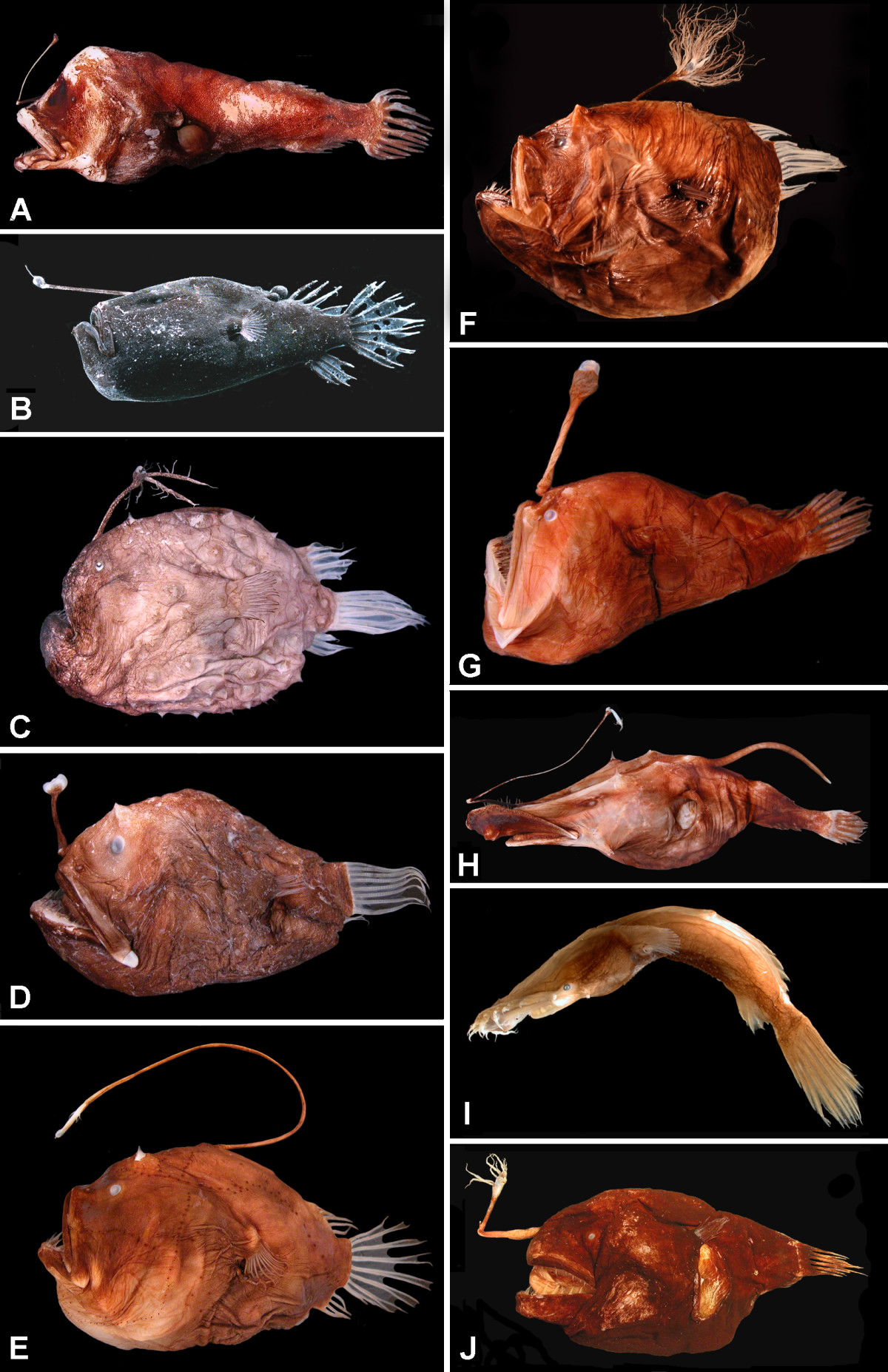
(A) Centrophryne spinulosa, 136 mm SL
(B) Cryptopsaras couesii, 34.5 mm SL
(C) Himantolophus appelii, 124 mm SL
(D) Diceratias trilobus, 86 mm SL
(E) Bufoceratias wedli, 96 mm SL
(F) Bufoceratias shaoi, 101 mm SL
(G) Melanocetus eustalus, 93 mm SL
(H) Lasiognathus amphirhamphus, 157 mm SL
(I) Thaumatichthys binghami, 83 mm SL
(J) Chaenophryne quasiramifera, 157 mm SL.

I lofiformi (Lophiiformes) sono un ordine di pesci marini, perlopiù abissali.

## Aspetto fisico
Sono pesci predatori caratterizzati da una grande testa (che forma da 1/3 a metà del loro corpo) con una bocca ampia, fornita di numerosi denti appuntiti, e di un'appendice carnosa o antenna mobile presente sulla fronte (il cosiddetto illicio) che emana della luce naturale (questo fenomeno, presente anche nelle lucciole, prende il nome di bioluminescenza) per attirare l'attenzione delle prede incuriosite, di cui si cibano. Hanno tutti sia lo scheletro che la pelle, sono privi di squame e le loro pinne sono di foggia differente rispetto a quelle della maggior parte dei pesci. Molti di questi pesci presentano un apparato digerente elastico, che permette loro di ingoiare prede di dimensione anche più grossa della loro. Generalmente i lofiformi hanno un corpo di forma schiacciata oppure tarchiata e le loro dimensioni (in età adulta) sono, per buona parte dei membri di tale ordine, medio-piccole (intorno ai 3-20 cm di lunghezza), mentre la famosa rana pescatrice può arrivare (in casi eccezionali) anche a 2 m di lunghezza e pesare oltre 50 kg.

## Altre descrizioni
Per quanto riguarda il loro dimorfismo sessuale, le femmine di tutte le specie risultano più grandi dei maschi; nel caso del melanoceto, per esempio, la femmina può raggiungere i 18 cm di lunghezza e il maschio adulto non supera i 3.

## Distribuzione geografica
Vivono in tutti gli oceani, da 20 ad oltre 1000 metri di profondità, dove la luce del sole è assente (nei cosiddetti abissi marini). Non si conosce con esattezza se quest'ordine di pesci sia molto numeroso, in quanto l'uomo ha finora esplorato solo una minima parte di questo ambiente marino.

## Alimentazione
I lofiformi sono predatori di natura, nutrendosi di qualsiasi forma di vita gli capiti a tiro, prevalentemente piccoli pesci di profondità. Talvolta, se costretti, sono soggetti al fenomeno del cannibalismo per sopravvivere. Solitamente non attaccano l'uomo, in quanto incapace di scendere fino a tali profondità senza l'ausilio di sottomarini, e pare che non si interessino nemmeno alla vista di tali mezzi, preferendo proseguire la ricerca di altre prede.

## Riproduzione
I lofiformi sono animali ovipari, in quanto depongono uova.
I maschi, sebbene possano comportarsi come parassiti delle femmine, in realtà si avvinghiano alle suddette in modo anche non violento. Il maschio preleva parte del suo nutrimento dal ventre della femmina, mentre questa riceve dal primo un continuo flusso di sperma.
Le uova sono raccolte in un nastro gelatinoso e vengono lasciate in acque poco profonde, al sicuro dalla maggior parte degli altri predatori. Una volta schiuse, fuoriescono dei neonati già formati che, guidati dal loro istinto, si inoltrano nei loro territori.

## Tassonomia
L'ordine dei lofiformi contiene circa 322 specie, divise in 65 generi e 18 famiglie.
- - Famiglia Antennariidae
    - Sottofamiglia Antennariinae
    - Genere Cheironectes
    - Sottofamiglia Histiophryninae

  - Famiglia Brachionichthyidae
  - Famiglia Caulophrynidae
  - Famiglia Centrophrynidae
  - Famiglia Ceratiidae
  - Famiglia Chaunacidae
  - Famiglia Diceratiidae
  - Famiglia Gigantactinidae
  - Famiglia Himantolophidae
  - Famiglia Linophrynidae
  - Famiglia Lophichthyidae
  - Famiglia Lophiidae
  - Famiglia Melanocetidae
  - Famiglia Ogcocephalidae
  - Famiglia Oneirodidae
  - Famiglia Tetrabrachiidae
  - Famiglia Thaumatichthyidae
- Superordine Ceratioidei
  - Famiglia Neoceratiidae